# 2022年世界陸上競技選手権大会サモア選手団
2022年世界陸上競技選手権大会サモア選手団は、2022年7月15日から7月24日までアメリカ合衆国のユージーンで開催された第18回世界陸上競技選手権大会のサモア選手団。

## 選手団
- 人員: 選手 1人

## 選手名簿・結果
| 選手               | 種目       | 予選   | 予選 | 決勝   | 決勝 |
| 選手               | 種目       | 結果   | 順位 | 結果   | 順位 |
| ------------------ | ---------- | ------ | ---- | ------ | ---- |
| アレックス・ローズ | 男子円盤投 | 64.14m | 12位 | 65.57m | 8位  |